# Тета Сетки
Тета Сетки (лат. Theta Reticuli; сокр. tet Ret, θ Ret) — оптически-двойная звезда в южном созвездии Сетка, расположенная в 50′ к югу от α Сетки. Двойная звезда видна невооружённым глазом, выглядит как тусклая точка света белого оттенка с совокупной видимой звёздной величиной 5,88. На основании измерения параллакса, каждая из пары звёзд расположена примерно на одном расстоянии от Солнца, а расстояние до главной звезды составляет примерно 466 световых лет. Помимо этого, они обладают сходными собственными движениями, что свидетельствует об их возможной гравитационной связанности друг с другом.
Главный компонент, имеющий видимую звёздную величину 6,05 и называемый компонентом A, относится к спектральному классу B9IV и является субгигантом спектрального класса B. Возраст компонента составляет 166 млн лет; он имеет массу в 3,4 M☉. Светимость звезды в 179 раз превышает светимость Солнца при эффективной температуре фотосферы 11 967 K.
По состоянию на 2015 год вторая звезда, имеющая звёздную величину 7,65 и именуемая компонентом B, находилась на угловом расстоянии 4,10″ от главной звезды при позиционном угле 3º. Вероятнее всего, это очень молодая звезда главной последовательности. Она является Am-звездой со спектральным классом kA2hA5VmA7. Это обозначение свидетельствует о том, что спектр показывает линию K ионизованного кальция как у звёзд класса A2, линии водорода как у более холодных звёзд класса A5, а также линии металлов, свойственные звёздам класса A7. Система является источником рентгеновского излучения, которое может исходить от компаньона (компонента B).